# Tangua
Tangua là một khu tự quản thuộc tỉnh Nariño, Colombia. Thủ phủ của khu tự quản Tangua đóng tại Tangua Khu tự quản Tangua có diện tích 168 ki lô mét vuông. Đến thời điểm ngày 28 tháng 5 năm 2005, khu tự quản Tangua có dân số 13822 người.